# Żagnica północna
Żagnica północna (Aeshna caerulea) – gatunek ważki z rodziny żagnicowatych (Aeshnidae). Jest szeroko rozprzestrzeniona w chłodnej strefie Europy i Azji. W Europie, poza północą kontynentu, występuje jako relikt polodowcowy w górach – w Alpach, Szumawie czy Sudetach. W zwartym zasięgu swojego występowania nie jest zagrożona. W Polsce występuje jedynie na terenie Karkonoskiego Parku Narodowego i jest uznawana za gatunek zagrożony, objęty ścisłą ochroną gatunkową.
Długość ciała 65 mm, rozpiętość skrzydeł 90 mm.